# 20304 Wolfson
20304 Wolfson è un asteroide della fascia principale. Scoperto nel 1998, presenta un'orbita caratterizzata da un semiasse maggiore pari a 2,3884045 UA e da un'eccentricità di 0,1455229, inclinata di 5,64351° rispetto all'eclittica.